# Eupithecia yakushimensis
Eupithecia yakushimensis là một loài bướm đêm trong họ Geometridae.